# Patrick Schulze
Patrick Schulze, född den 2 januari 1973 i Magdeburg, Tyskland, är en tysk kanotist.
Han tog bland annat VM-brons i C-2 1000 meter i samband med sprintvärldsmästerskapen i kanotsport 1999 i Milano.